# Schlacht am Speyerbach
Carpi – Chiari – Cremona – Kaiserswerth – Luzzara   – Santa Marta – Cádiz – Friedlingen – Vigo – Schmidmühlen – Bonn – Krottensee – Ekeren – Höchstädt – Speyerbach – Schellenberg – Gibraltar – Höchstädt – Vélez-Málaga – Marbella – Cassano – Barcelona – Sendlinger Mordweihnacht – Aidenbach – Calcinato – Ramillies – Turin – Castiglione – Santa Cruz de Tenerife – Almansa – Kap Béveziers – Toulon – Lizard Point – Lille – Oudenaarde – Gent – Malplaquet – Mons – Almenar – Saragossa – Syrakus – Villaviciosa – Rio de Janeiro – Denain – Barcelona
Die Schlacht am Speyerbach (frz.: La bataille de Spire), beziehungsweise Schlacht am Heiligenstein, fand am 15. November 1703 unmittelbar südwestlich von Speyer im Rahmen des Spanischen Erbfolgekrieges (1701–1714) statt.
Eine französische Armee unter Camille d’Hostun de la Baume, duc de Tallard, der zugleich bei der Belagerung von Landau (13. Oktober bis 17. November 1703) versuchte, die Festung Landau für die Franzosen zurückzuerobern, schlug hierbei eine kaiserliche Entsatzarmee der Alliierten, woraufhin die belagerte Festung vor den Franzosen kapitulierte.

## Vorgeschichte

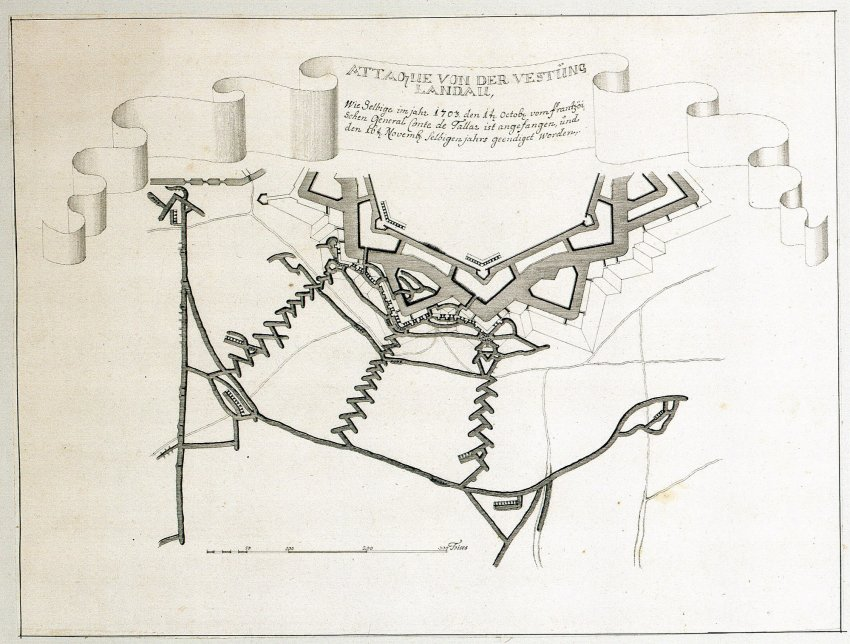
Grundriss der Belagerungsanlagen gegen Landau durch die französischen Truppen unter General Comte de Tallas, 14. Oktober bis 16. November 1703

Die Franzosen hatten überraschend am 17. Oktober 1703 die Festung Landau eingeschlossen. Am 28. Oktober entsandten die Alliierten ein hessisch-holländisches Entsatzheer unter Johann Ernst von Nassau-Weilburg und Friedrich von Hessen-Kassel. Dieses traf am 13. November in Speyer ein und schlug sein Lager südwestlich der Stadt (südlich des Speyerbaches) auf, um auf Verstärkung zu warten. Nächsten Tages sollte es weiter in Richtung Landau gehen.
Tallard wartete den Angriff jedoch nicht ab, sondern entschied sich zu einem Gegenangriff. Er beorderte Verstärkung von Truppen unter Armand, Marquis de Pracontal, aus Saarbrücken, die bei Essingen zu ihm stoßen sollten.
Die alliierten Truppen rechneten nicht mit diesem Angriff und ihr Lager war nicht auf Verteidigung ausgelegt. Außerdem befand sich die gesamte Führung am Tag des Angriffes, am 15. November 1703, auf den Feierlichkeiten zum Namenstag des Kaisers im nahen Speyer.

## Schlachtverlauf
Die Franzosen sammelten sich um 7 Uhr bei Essingen und marschierten in Richtung Speyer, wo sie gegen 12 Uhr auf die alliierten Truppen trafen. Ohne ihre Führung reagierten diese zu langsam, und es gelang General Vehlen nicht, alle Lücken zu schließen. Tallard ließ 14 Einheiten auf dem linken Flügel angreifen, denen es gelang, durch die Lücken in den Linien zu brechen. Inzwischen konnte Johann Ernst von Nassau-Weilburg mit seiner Kavallerie eingreifen und die französische Reiterei vernichten. Pracontal kam dabei ums Leben. Anstatt sich erneut zu sammeln, verfolgte Nassau-Weilburg die Franzosen mit seiner hessischen Kavallerie in ein Terrain, das für Pferde ungeeignet war.
Gegen 14 Uhr ging die gesamte französische Armee zum Angriff über. In der Mitte konnten die Alliierten die Linien halten, aber auf dem rechten Flügel waren die Franzosen erfolgreich und trieben Vehlens Kavallerie in die Flucht. Die französische Infanterie griff die pfälzische Kavallerie an, die auch die Flucht ergriff. Daraufhin schlossen die Franzosen die Mitte ein und es kam zu einem Gemetzel. Die verbleibenden alliierten Truppen zogen sich um 17 Uhr nördlich des Speyerbaches zurück.

## Folgen
In dieser Schlacht errang Tallard einen der größten Siege in diesem Krieg. Die Festung Landau kapitulierte noch am selben Tag. Dieser Sieg wurde nur durch die vernichtende Niederlage der Franzosen neun Monate später in der Zweiten Schlacht bei Höchstädt 1704 überschattet.
Tallard ließ die Besiegten nicht verfolgen. Seine Truppen hatten etwa 4000 Tote und Verwundete. Das geschlagene kaiserliche Entsatzheer hatte ungefähr gleich hohe Verluste erlitten. Zudem hatten die Kaiserlichen weitere 2000 Ausfälle an Gefangenen, darunter 149 Offiziere. Unter den Gefallenen befanden sich unter anderen Generalmajor Philipp von Hessen-Homburg und Oberst Friedrich Ludwig von Nassau-Weilburg (der Sohn des Oberbefehlshabers), ferner der hessische Generalmajor Albrecht von Tettau und der kurpfälzische Generalfeldwachtmeister Freiherr von Hofkirchen.
Dem kurpfälzischen Leibregiment war der Weg nach Speyer verlegt, so dass zwei seiner Bataillone in Gefangenschaft gerieten. Das Lager der Alliierten mit 23 Geschützen, 50 Standarten und Fahnen, Munition und Gepäck fiel in die Hände der Franzosen.
Auf französischer Seite fielen der Generalleutnant Armand, Marquis de Pracontal, sowie die Brigadiere d’Auriac, Graf de Caylus und der Marquis de Calvo sowie der spanische Brigadier Marquis de Coeteau.